# Sandro Ramírez
Sandro Ramírez Castillo, mais conhecido como Sandro Ramírez (Las Palmas de Gran Canaria, 9 de julho de 1995), é um futebolista espanhol que atua como atacante. Atualmente joga pelo Las Palmas.

## Carreira
Iniciou nas categorias de base do Las Palmas de sua cidade natal até 2009–10 quando chegou ao Barcelona.
Foi incorporado ao Barcelona B na temporada 2013–14. Em 17 de agosto de 2013, estreou como profissional contra o Mirandés. A estreia pelo Barcelona ocorreu em 31 de agosto de 2014, contra o Villarreal marcando ele o único gol da partida, e seu primeiro gol no profissional.
A partir da temporada 2015–16 passou a integrar oficialmente o elenco principal. Marcou três gols na partida contra o Villanovense pela Copa del Rey de 2015–16.
Em julho de 2016, Sandro Ramírez foi vendido ao Málaga, após um mês de negociação.

## Títulos
Barcelona
- Campeonato Espanhol: 2014–15, 2015–16
- Copa do Rei: 2011–12, 2014–15, 2015–16
- Liga dos Campeões da UEFA: 2014–15
- Supercopa da UEFA: 2015
- Copa do Mundo de Clubes da FIFA: 2015[7]